# Alasdair Gray
Alasdair Gray (Glasgow, 28 dicembre 1934 – Glasgow, 29 dicembre 2019) è stato uno scrittore, grafico, illustratore, drammaturgo, pittore, poeta e accademico scozzese.

## Biografia
Eclettico scrittore ed artista visivo, laureato e docente presso l'Accademia d'Arte di Glasgow, la sua opera letteraria è un complesso ed ambizioso caleidoscopio surrealistico di realismo, fantascienza distopica, low fantasy ed erotismo, caratterizzata da un’arguta e divertita critica sociale e un uso a dir poco sperimentale dell’impostazione tipografica, con il testo di intere pagine spesso e volentieri impaginato come se fossero delle elaborate rappresentazioni grafiche e corredato dalle sue avvincenti illustrazioni artistiche. È considerato il fautore del "rinascimento" letterario della Scozia.
L'opera più nota e influente è il suo romanzo d'esordio, Lanark, scritto in un periodo di quasi trent'anni, articolato in quattro blocchi narrativi e pubblicato a partire dal 1981. Uscito in origine in quattro spessi volumi cronologicamente non-lineari e caratterizzati da un'impaginazione virtuosistica e molto artistica (volta a stimolare anche visivamente il lettore) e da diverse ed originali tecniche narrative affini alla letteratura postmoderna, è ora considerato un classico della letteratura scozzese e, più in generale, britannica, tanto da essere stata definita in un'occasione da The Guardian "uno dei pilastri della narrativa del XX secolo". Complesso insieme surreale di fantasia, autobiografia e satira sociale, il libro fornisce una visione della società contemporanea attraverso la storia di un giovane studente d'arte. In Italia, le sue opere sono edite da Safarà Editore.
Il suo romanzo Povere creature! del 1992, adattato in un film dal regista Yorgos Lanthimos, ha vinto il Whitbread Novel Award e il Guardian Fiction Prize.

## Opere

### Romanzi
- Lanark - Una vita in quattro libri (Lanark), 4 voll., Canongate Books, 1981. Trad. di Enrico Terrinoni, Safarà Editore, 2015-2017
- 1982 - Janine (1982, Janine), Jonathan Cape, 1984. Trad. di Enrico Terrinoni, Safarà Editore, 2020
- The Fall of Kelvin Walker: A Fable of the Sixties, 1985
- Something Leather, 1990
- McGrotty and Ludmilla, 1990
- Povere creature! (Poor Things!), Bloomsbury Press, 1992. Trad. Poveracci!, Marcos y Marcos, 1994; Vita e misteri della prima donna medico d'Inghilterra, Marcos y Marcos, 1994; Povere creature!, trad. di Sara Caraffini, prefazione di Enrico Terrinoni, Safarà Editore, 2023
- La ballata del guerriero (A History Maker), Canongate Books, 1994. Trad. di Katia Bagnoli, Safarà Editore, 2022
- Mavis Belfrage, 1996
- Old Men In Love, 2007

### Raccolte di racconti
- Lean Tales (1985), con James Kelman e Agnes Owens
- Unlikely Stories, Mostly (1983)
- Ten Tales Tall & True (1993)
- Mavis Belfrage (1996)
- Con un piede nella fossa (The Ends of Our Tethers: 13 Sorry Stories), Canongate Books, 2003. Trad. di Enrico Terrinoni, Safarà Editore, 2018

### Raccolte di poesie
- Old Negatives (1989)
- Sixteen Occasional Poems (2000)

### Saggi
- Why Scots Should Rule Scotland (1992; riveduto 1997)
- The Book of Prefaces (curatore) (2000)
- Alasdair Gray: Critical Appreciations and a Bibliography (2001; con contributi di Gray stesso)
- How We Should Rule Ourselves (2005)

### Teatro
- Dialogue - A Duet (1971)
- The Loss Of The Golden Silence (1973)
- Homeward Bound - A Trio for Female Chauvinists (1973)
- Sam Lang and Miss Watson - A One Act Sexual Comedy In Four Scenes (1973)
- McGrotty and Ludmilla (1986)
- Working Legs: A Play for Those Without Them (1997)
- Goodbye Jimmy (2006)

### Televisione
- Dialogue - A Duet (1972)
- Today and Yesterday
- Martin (dramma)

## Radio
- Dialogue - A Duet (1969)
- The Loss Of The Golden Silence (1973)